# Arrondissement de Birkenfeld
Pour l'ancien arrondissement, voir Arrondissement de Birkenfeld (Sarre).
 (mars 2025).
Si vous disposez d'ouvrages ou d'articles de référence ou si vous connaissez des sites web de qualité traitant du thème abordé ici, merci de compléter l'article en donnant les références utiles à sa vérifiabilité et en les liant à la section « Notes et références ».
L'arrondissement de Birkenfeld est un arrondissement (Landkreis en allemand) de Rhénanie-Palatinat (Allemagne). Son chef lieu est Birkenfeld.
Au 31 décembre 2022, sa population est de 81 760 habitants.

## Villes, communes & communautés d'administration
(nombre d'habitants en 2006)
Communes fusionnées et villes
1. Idar-Oberstein, ville (31 791)

Communes fusionnées
| Siège de la commune * | |
| - 1. Commune fusionnée de Baumholder 1. Baumholder, * (4 156) 2. Berglangenbach (478) 3. Berschweiler bei Baumholder (576) 4. Eckersweiler (159) 5. Fohren-Linden (368) 6. Frauenberg (417) 7. Hahnweiler (241) 8. Heimbach ( Nahe ) (1 222) 9. Leitzweiler (106) 10. Mettweiler (309) 11. Reichenbach (673) 12. Rohrbach (226) 13. Rückweiler (434) 14. Ruschberg (875) - 2. Commune fusionnée de Birkenfeld 1. Abentheuer (465) 2. Achtelsbach (468) 3. Birkenfeld, * (6 814) 4. Börfink (188) 5. Brücken (1 270) 6. Buhlenberg (514) 7. Dambach (157) 8. Dienstweiler (302) 9. Elchweiler (97) 10. Ellenberg (91) 11. Ellweiler (305) 12. Gimbweiler (441) 13. Gollenberg (145) 14. Hattgenstein (257) 15. Hoppstädten-Weiersbach (2 833) 16. Kronweiler (338) 17. Leisel (595) 18. Meckenbach (110) 19. Niederbrombach (494) 20. Niederhambach (305) 21. Nohen (381) 22. Oberbrombach (494) 23. Oberhambach (269) 24. Rimsberg (120) 25. Rinzenberg (311) 26. Rötsweiler-Nockenthal (500) 27. Schmißberg (233) 28. Schwollen (480) 29. Siesbach (407) 30. Sonnenberg-Winnenberg (514) 31. Wilzenberg-Hußweiler (314) | - 3. Commune fusionnée de Herrstein 1. Allenbach (702) 2. Bergen (470) 3. Berschweiler bei Kirn (290) 4. Breitenthal (326) 5. Bruchweiler (537) 6. Dickesbach (450) 7. Fischbach (930) 8. Gerach (258) 9. Griebelschied (210) 10. Herborn (489) 11. Herrstein * (831) 12. Hettenrodt (714) 13. Hintertiefenbach (420) 14. Kempfeld (842) 15. Kirschweiler (1 126) 16. Langweiler (268) 17. Mackenrodt (456) 18. Mittelreidenbach (789) 19. Mörschied (891) 20. Niederhosenbach (339) 21. Niederwörresbach (995) 22. Oberhosenbach (157) 23. Oberreidenbach (605) 24. Oberwörresbach (158) 25. Schmidthachenbach (405) 26. Sensweiler (531) 27. Sien (584) 28. Sienhachenbach (227) 29. Sonnschied (131) 30. Veitsrodt (689) 31. Vollmersbach (549) 32. Weiden (80) 33. Wickenrodt (188) 34. Wirschweiler (357) - 4. Commune fusionnée de Rhaunen 1. Asbach (163) 2. Bollenbach (160) 3. Bundenbach (1 003) 4. Gösenroth (268) 5. Hausen (195) 6. Hellertshausen (211) 7. Horbruch (350) 8. Hottenbach (655) 9. Krummenau (153) 10. Oberkirn (356) 11. Rhaunen * (2 257) 12. Schauren (545) 13. Schwerbach (60) 14. Stipshausen (981) 15. Sulzbach (333) 16. Weitersbach (80) |

## Administrateurs de l'arrondissement
- Herbert Wild (de), NSDAP (1937 à 1945)
- Valentin Eibes (de), NSDAP (1945)
- Karl Nieten (de) (1945 à 1946)
- Jakob Heep, SPD (1946 à 1956)
- Walter Beyer (de), SPD (1957 à 1982)
- Ernst Theilen (de), SPD (1982 à 1994)
- Wolfgang Hey, SPD (1995 à 2003)
- Axel Redmer (de), SPD (2003 à 2011)
- Matthias Schneider, CDU (depuis 2011)